# Dyckia lagoensis
Dyckia lagoensis är en gräsväxtart som beskrevs av Carl Christian Mez. Dyckia lagoensis ingår i släktet Dyckia och familjen Bromeliaceae. Inga underarter finns listade i Catalogue of Life.